# スズキ・ワゴンRスマイル
ワゴンRスマイル（ワゴンアール スマイル、WAGON R SMILE）は、スズキが製造・販売する軽トールワゴン。ワゴンRのシリーズ車種（派生車種）である。

## 概要
スズキの軽トールワゴンであるワゴンRのシリーズ車種として、両側スライドドアを装備し、外観を個性的なデザインとしたモデルである。2020年度に国内販売された軽自動車のうち約半分をスライドドア車が占めるとともに、ワゴンRユーザーを対象にした次に欲しい車を聞いた調査で、4割がスライドドア付きを求めたことを受け、シェア拡大を目指して新たに投入されるモデルである。
3代目モデル以降、現行の6代目モデルまで車両型式が「MH」で踏襲されているワゴンRに対し、本車種では車両型式が「MX」となっている。車両型式がワゴンRと異なる派生車種としては、普通乗用車規格のトールワゴンであるソリオの前身である「ワゴンRワイド」以来となり、軽自動車規格における車両型式が異なる派生車種はシリーズを通じて初となる。
コストダウンのために、フロントとスライドドアは軽スーパーハイトワゴンの2代目スペーシア（MK53S型）と、リアは6代目ワゴンR（MH35S/55S/85S/95S型）と部品を共通化している。チーフエンジニアの高橋正志によれば、異なる車種を組み合わせたケースはスズキでは珍しいとの事。
なお、本車種はマツダへのOEM供給は行われていない。

## デザイン
ワゴンRとは外観を変え、丸みのあるスクエアフォルムのボディとし、ヘッドランプは丸目形状としている。グレードによりハロゲン又はLEDが採用されており、LEDヘッドランプは透明の厚肉インナーレンズを採用したポジションランプとメッキガーニッシュが組み込まれている。リアコンビネーションランプはワゴンRの2代目～5代目モデルと同じ中央に配置し、LEDストップランプはポジションランプと同じく厚肉インナーレンズが採用されており、奥行き感を表現するためフローティングデザインとしている。2024年12月の一部仕様変更でフロント周り（バンパー・グリル）が丸みがある造形へ変更され、ヘッドランプガーニッシュの形状やロアグリルの造形も変更された。2型まではフロントグリルがグレードによってデザインが異なっていたが、2024年12月の一部仕様変更でグレードを問わず同じデザインに統一された。
内装では、天井にキルティング加工が施され、一部グレードには、インパネカラーパネルやエアコンサイドルーバーにカッパーゴールドのアクセントが施される。
また、ホイールキャップとインパネカラーパネルはボディカラーやグレードにより異なるカラーが採用されている。
なお、純正アクセサリーとして用意されているエンブレムステッカー（助手席インパネエンブレム）やワイドバイザーには、フロンテ800などで採用されていた筆記体の"Suzuki"エンブレムがリバイバルされ、ロゴとして採用されている。

## メカニズム
エンジンには、6代目ワゴンRの2020年1月改良モデルと同じR06D型エンジンが搭載され、ターボは設定されていない。トランスミッションはCVTのみの設定。ISG（モーター機能付発電機）と専用リチウムイオンバッテリーを組み合わせたマイルドハイブリッドシステムを搭載したモデル（型式：MX91S）も設定される。

## 機能・パッケージング
スライドドアを採用するに当たり、上下レールの幅を確保しながら開口部高さを確保するため、全高を6代目ワゴンR（1,650 mm）から45 mm高くする一方で、2代目スペーシア（1,785 mm）よりは低く抑え、燃費性能にも配慮した。6代目ワゴンRに比べて室内高を65 mm拡大しつつ、最小回転半径はワゴンRと同等の4.4 mを維持。スライドドアは2代目スペーシアと同等となる開口幅600 mm、リアステップ地上高345 mmに設定されている。一部グレードに装備のパワースライドドアには、閉まる動作中にフロントドアやバックドアに装備のリクエストスイッチや携帯リモコンからドアロックの予約が可能なパワースライドドア予約ロック機能を採用。リクエストスイッチからの予約ロック操作はスズキ車では初採用となる。
予防安全技術「スズキ セーフティ サポート」は全車標準搭載されており、衝突被害軽減ブレーキはステレオカメラ方式の「デュアルカメラブレーキサポート」と超音波センサー方式の「後退時ブレーキサポート」の2種類を備え、誤発進抑制機能は前進時・後退時どちらにも対応することで、踏み間違いによる急発進やシフトの入れ間違いによる不意な後退を回避。走行中には、車線逸脱警報機能、ふらつき警報機能、先行車発進お知らせ機能、ハイビームアシストを装備し、車線のはみ出し・眠気などによるふらつき・うっかり出遅れ・ハイ/ロービームの切り替え忘れを予防する。一部グレードにメーカーオプションで用意されている「セーフティプラスパッケージ」を設定した場合、全車速追従機能付アダプティブクルーズコントロール、標識認識機能、カラーヘッドアップディスプレイが装備され、スピードメーター内に装備されているマルチインフォメーションディスプレイがリモコン電池交換リマインダー、給油口閉め忘れ警告、車速/タコメーター、時計なども表示されるカラータイプへグレードアップされる。2024年12月の一部仕様変更で機能強化され、衝突被害軽減ブレーキが単眼カメラ&ミリ波レーダー方式で交差点衝突回避支援（右左折、出合頭車両）も備えた「デュアルカメラブレーキサポートII」と超音波センサーをフロントバンパーにも内蔵したことで前進時にも対応した「低速時ブレーキサポート（前進・後退）」へ変更されたほか、発進お知らせ機能は先行車に加えて信号の切り替わりにも対応。車線逸脱抑制機能が追加された。一部グレードでは従来「セーフティプラスパッケージ」としてメーカーオプション設定されていた全車速追従機能付アダプティブクルーズコントロールは停止保持機能を追加、標識認識機能ははみ出し通行禁止と転回禁止を追加してそれぞれ標準装備化され、車線維持支援機能が追加された。
メーカーオプションとして、全方位モニター用カメラやスマートフォン連携メモリーナビゲーションが用意されており、前者は狭路での車速で約5 km/h以下でのすれ違い時に、自動でモニターにサイド（左側）とフロントの映像を表示して死角を減らし、壁や対向車との接触防止をサポートするスズキ車初のすれ違い支援機能を備えた改良型で採用されている。後者は、9インチのHDディスプレイを搭載し、ホーム画面上に地図・車両情報・オーディオを表示し、ワンタッチでそれぞれの画面へアクセスが可能。また、逆走注意案内や逆走警告機能も備えている。2024年12月の一部仕様変更でドライブレコーダー連携・HDMI入力対応・スズキコネクト連携機能が追加されるとともに、スズキコネクト対応通信機が追加され、前述したカラーヘッドアップディスプレイも「セーフティプラスパッケージ」からの移行で本オプションへ組み込まれ、「全方位モニター付メモリーナビゲーション・スズキコネクト対応通信機」として一本化（全方位モニター用カメラパッケージが廃止）された。

## 年表
2021年8月27日
公式発表（9月10日発売）。CMキャラクターには、ワゴンRと同様に広瀬すずを起用。
グレード体系はガソリンモデルの「G」、マイルドハイブリッドモデルの「HYBRID S」、「HYBRID X」の3グレードが用意される。
ボディカラーはモノトーンは既存色のオフブルーメタリック、ピュアホワイトパール（メーカーオプション）、ブルーイッシュブラックパール3に、インディゴブルーメタリック2を加えた4色を設定。「HYBRID S」のメーカーオプション「2トーンルーフパッケージ」や「HYBRID X」で設定可能な2トーンカラーでは、モノトーンの4色に加え、2トーン専用色として、フェニックスレッドパール（ブラック2トーンルーフ）、アーバンブラウンパールメタリック（ウッディブラウン2トーンルーフ）、シフォンアイボリーメタリック（ホワイト2トーンルーフ）に、新規色のコーラルオレンジメタリック（アーバンブラウン2トーンルーフ）を加えた8色が用意される。
2023年7月12日
一部仕様変更並びに特別仕様車「HYBRID Sリミテッド」を発表（2型、7月28日発売）。
一部仕様変更では、「HYBRID S」に設定されていた「2トーンルーフパッケージ」を「HYBRID X」と同じ2トーンルーフ単体のメーカーオプションに変更され、「2トーンルーフパッケージ」に含まれていたメッキフロントグリル、メッキヘッドランプガーニッシュ、2トーンカラーホイールキャップの3点を標準装備化。マイルドハイブリッド車に装備されているUSB電源ソケットの1ヶ所をUSB Type-Cに変更された。
「HYBRID Sリミテッド」は「HYBRID S」をベースに、外観はフロントグリルは「G」の意匠をベースにボディカラー同色とメッキを組み合わせた専用意匠に、14インチフルホイールキャップはシルバー×ソフトベージュに、ドアハンドルはバックドア以外の箇所をメッキ化した。内装はインパネカラーパネルをチタニウムグレー、インパネカラーパネルとドアトリムカラー（運転席・助手席）のガーニッシュをサテンダークシルバー、エアコンサイドルーバーガーニッシュをダーククロームメッキ調に変え、運転席と助手席のインサイドドアハンドルをメッキ化した。装備面ではヘッドランプが「HYBRID X」と同じLEDとなり、それに伴ってLEDポジションランプも特別装備された。ボディカラーは全て特別設定となり、モノトーンは通常2トーンルーフ専用色であるシフォンアイボリーメタリック、通常はアーバンブラウンパールメタリック選択時のルーフ色であるウッディブラウンメタリック、軽乗用車では初設定となるモスグレーメタリックの3色。2トーンルーフはモノトーンと同一のラインナップで、ルーフ色はカタログカラーにはないソフトベージュが設定される。
2024年12月10日
一部仕様変更（3型）。
前述したデザインや安全面の変更に加え、マイルドハイブリッド車はパーキングブレーキが電動化され、ブレーキホールド機能を装備。「G」は従来メーカーオプション「快適パッケージ」での設定だったスライドドアクローザー（後席両側）とキーレスプッシュスタートシステムが標準装備化された。
ボディカラーはモノトーンはブルーイッシュブラックパール3を廃止、「HYBRID Sリミテッド」に設定されていたシフォンアイボリーメタリックや新色のトープグレージュメタリックを追加したことで5色に拡充。マイルドハイブリッド車専用の2トーンカラーはコーラルオレンジメタリック アーバンブラウン2トーンルーフ以外はすべて刷新され、シフォンアイボリーメタリックのルーフ色が「HYBRID Sリミテッド」と同じソフトベージュへ変更され、インディゴブルーメタリック2のルーフ色がソフトベージュに、オフブルーメタリックのルーフ色が新設定のガンメタリックにそれぞれ変更。新たにトープグレージュメタリック ソフトベージュ2トーンルーフ、ソフトベージュメタリック トープグレージュ2トーンルーフ、トーニーブラウンメタリック ソフトベージュ2トーンルーフの3色を追加して7色に整理された。
また、「HYBRID S」は以前、両側パワースライドドアが標準装備だったが、今回の一部改良にてオプション設定を含む運転席側パワースライドドアが一切装備されなくなった（助手席側パワースライドドアは標準装備として継続）。
2025年5月7日
特別仕様車「クリームコーデ」が発売された。
「HYBRID X」をベースに、外観はフロントグリル（メッキ加飾付）とピラーの一部（フロントドア側及びセンター）をソフトベージュに、14インチフルホイールキャップをソフトベージュ&シルバーにそれぞれ変更。内装はインパネカラーパネル・フロントドアアームレスト・オーディオガーニッシュをベージュに、オーディオ以外のガーニッシュ類（インパネカラーパネル・エアコンサイドルーバー・ドアトリムカラー）をシャンパンゴールドとした。
ボディカラーはソフトベージュ2トーンルーフのみの設定となり、既存色のトープグレージュメタリックに加え、「HYBRID Sリミテッド」設定色のモスグレーメタリック、ソフトベージュ2トーンルーフでは特別設定となるオフブルーメタリックの3色が設定される。

## 車名の由来
「ワゴンR」についてはスズキ・ワゴンRの項を参照のこと。
サブネームの「Smile」は英語で「笑顔」の意で、ユーザーに笑顔になってもらえるような商品を訴求したいという思いを込めて命名。元々「Smile」は本田技研工業（ホンダ）の登録商標（第4104739号）であるが、スズキが交渉し、ホンダが快諾したことで実現した。尚、スズキ側は商標の使用領域を『ワゴン型自動車並びにその部品及び附属品』に限定した上で「WAGON R SMILE」として登録している（第6352406号）。